# Attila Záhonyi
Attila Záhonyi, né le 1er décembre 1959 à Budapest, est un tireur sportif hongrois.

## Carrière
Attila Záhonyi participe aux Jeux olympiques de 1988 à Séoul et remporte la médaille de bronze dans l'épreuve de la carabine position couchée 50 m.